# Silvio Piero Bertollo
Silvio Piero Bertollo (Genova, 19 novembre 1878 – Buenos Aires, 8 dicembre 1966) è stato un calciatore e imprenditore italiano, passato però alla storia come uno dei vincitori del primo campionato della storia del calcio italiano.

## Biografia
Il padre era un commerciante italiano, la madre era francese.
Fu mandato a studiare in Inghilterra dove diventò rappresentante per l'Italia di un proprietario di miniere di carbone.
Tornato a Genova, divenne socio del Genoa. La sua partecipazione all'attività sportiva non fu costante, infatti abbandonò presto i panni di giocatore.
Durante la prima guerra mondiale fu un capitano di artiglieria e, conoscendo tre lingue, passò poi al controspionaggio.
Lasciò Genova nel 1929, in seguito al crollo di Wall Street per aprire una fabbrica in Somalia italiana. Da qui si trasferì definitivamente in Argentina, nel 1954.

### Carriera calcistica
È stato uno dei primi giocatori del Genoa, in rosa sin dal 1896, e vincitore del primo campionato italiano di calcio, avendo partecipato ad entrambi i match che si disputarono a Torino l'8 maggio 1898.
Nel 1902 risulta ancora in rosa.

## Palmarès

### Calciatore

#### Club

##### Competizioni nazionali
- Campionato italiano: 1

Genoa: 1898